# Bitwa pod Harbijją

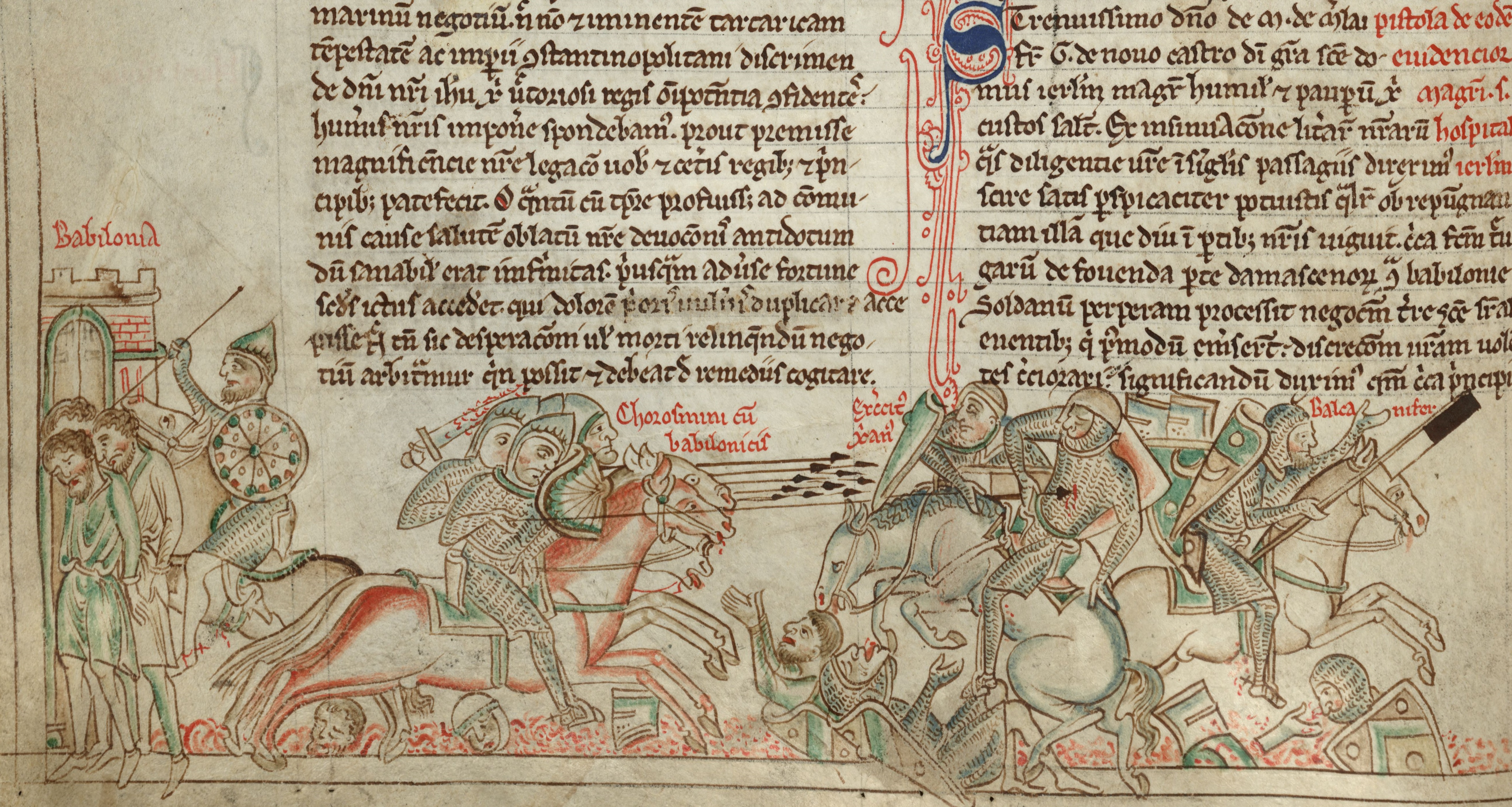
Bitwa pod Hiribją, XIII-wieczna miniatura

Bitwa pod Hiribją – starcie zbrojne, które miało miejsce 17 października 1244 roku pomiędzy siłami krzyżowców i ich sojuszników a wojskami egipskimi, wspieranymi przez Chorezmijczyków. Zakończyło się klęską chrześcijan.
W czerwcu 1244 roku sprzymierzeni z sułtanem egipskim As-Salihem Ajjubem Chorezmijczycy uderzyli na jego polecenie na terytoria krzyżowców. Chorezmijska jazda, w sile 10 tysięcy konnych, spustoszyła ziemię damasceńską i Galileę, zdobyła Tyberiadę, a następnie pomaszerowała na Jerozolimę. 11 lipca 1244 roku Chorezmijczycy wdarli się do miasta, urządzając rzeź jego mieszkańców. Po splądrowaniu Jerozolimy wycofali się w stronę Gazy, gdzie stacjonowało już wojsko egipskie.
Wobec utraty Jerozolimy krzyżowcy zebrali pod Akką armię, która w dniu 4 października wyruszyła na południe na spotkanie nieprzyjaciela. Siły krzyżowców liczyły 600 rycerzy konnych pod dowództwem Filipa z Montfortu i hrabiego Jafy Waltera, ponad 300 templariuszy i szpitalników oraz kontyngent krzyżacki. Armii towarzyszyli bratankowie Boemunda V Jan i Wilhelm z Al-Batrunu, konetabl Trypolisu Jan z Ham, łaciński patriarcha Jerozolimy Robert oraz biskupi Tyru i Ar-Ramli. Wsparcia krzyżowcom udzielili emir Homs Al-Mansur Ibrahim i emir Keraku An-Nasir Dawud.
17 października 1244 roku obydwie armie spotkały się na równinie na północny wschód Gazy, pod wioską Hiribją (przez Franków nazywaną La Forbie). Dowodzone przez młodego emira mameluckiego Bajbarsa siły egipskie liczyły 5000 żołnierzy, wspartych hordami chorezmijskmi. Al-Mansur Ibrahim opowiadał się za przyjęciem postawy defensywnej i budową wokół obozu krzyżowców umocnień zabezpieczających przed szarżą Chorezmijczyków. Ostatecznie przeważyło jednak zdanie Waltera z Jafy, który domagał się natychmiastowego szturmu na nieprzyjaciela.
W ataku na pozycje Egipcjan prawo skrzydło zajmowali Frankowie, lewe An-Nasir Dawud, w centrum natomiast uderzali Damasceńczycy i oddziały z Himsu. W czasie gdy Egipcjanie powstrzymywali natarcie frankijskie, jazda chorezmijska uderzyła na muzułmańskich sprzymierzeńców chrześcijan, rozbijając siły damasceńskie. Pobici Damasceńczycy zaczęli uciekać z pola bitwy, za nimi zaś rzuciły się do odwrotu oddziały An-Nasir Dawuda. Al-Mansur Ibrahim zdołał przebić sobie drogę odwrotu, Chorezmijczycy w międzyczasie natarli jednak na skrzydło Franków, spychając ich na oddziały egipskie. Zamknięta w potrzasku armia chrześcijan została w przeciągu kilku godzin całkowicie unicestwiona.
W rzezi pod Hiribją zginęło ponad 5000 chrześcijan, m.in. wielki mistrz templariuszy Armand de Périgord, arcybiskup Tyru, biskup Ar-Ramli i dwóch młodych panów Al-Batrunu. Do niewoli dostało się 800 jeńców, w tym hrabia Jafy, wielki mistrz szpitalników i konetabl Trypolisu. Z pola bitwy uratowało się zaledwie 33 templariuszy, 26 szpitalników i 3 krzyżaków oraz Filip z Montfortu i patriarcha Jerozolimy. Ocaleni wycofali się do Askalonu, a następnie do Jafy.
Po zakończeniu bitwy armia egipska pomaszerowała w stronę bronionego przez szpitalników Askalonu, ale pomimo kilku szturmów nie zdołała sforsować jego umocnień. Chorezmijczycy ruszyli natomiast pod Jafę, nie będąc jednak w stanie przeprowadzić szturmu odstąpili od miasta. W następstwie klęski pod Gazą Frankowie utracili wszystkie zdobycze, jakie na przełomie ostatnich kilkudziesięciu lat uzyskali na drodze dyplomatycznej. Kolejne niepowodzenia w Ziemi Świętej stały się powodem nowej, VI krucjaty (1248–1254).